# Hagedal, Hungund
Hagedal là một làng thuộc tehsil Hungund, huyện Bagalkot, bang Karnataka, Ấn Độ.